# Static Prevails
Static Prevails – drugi album Jimmy Eat World, wydany 23 lipca 1996.

## Lista utworów
Wszystkie piosenki napisane przez Jimmy Eat World.
1. „Thinking, That’s All” – 2.52
2. „Rockstar” – 3.48
3. „Claire” – 3.40
4. „Call It In The Air” – 3.01
5. „Seventeen” – 3.34
6. „Episode IV” – 4.29
7. „Digits” – 7.29
8. „Caveman” – 4.35
9. „World Is Static” – 3.57
10. „In The Same Room” – 4.57
11. „Robot Factory” – 3.59
12. „Anderson Mesa” – 5.14
13. „77 Satellites” (Vinyl Bonus Track)

## Wykonawcy
- Tom Linton – gitara, wokal
- Jim Adkins – gitara, wokal, fotografia
- Zach Lind – perkusja, akordeon, caonertina
- Rick Burch – bass
- Eric Richter – dodatkowe wokale
- Sarah Pont – skrzypce
- Mark Trombino – produkcja, moog, kierownictwo, miksowanie
- Wes Kidd – produkcja, gitara akustyczna (w Claire)
- Tom Rothrock – kierownictwo, miksowanie
- Rob Schnapf – kierownictwo, miksowanie
- Billy Bowers – asystent inżynierii
- Jeff Sheehan – asystent inżynierii
- Peter Doell – asystent inżynierii
- Billy Smith – asystent inżynierii
- Steve Genewick – asystent inżynierii
- Cappy Japngie – asystent inżynierii
- Larry Elyea – kierownictwo pra-produkcji
- Stephen Marcussen – Masterowanie
- Craig Aaronson – producent wykonawczy
- Paul Drake – okładka i fotografie zespołu
- Andy Mueller – dodatkowe fotografie